# Ұ
Ұ (minuscule : ұ) est une lettre de l’alphabet cyrillique utilisée par la langue kazakhe, où elle note la voyelle [u] ou la voyelle [ʊ]. Ce graphème est une forme diacritée de la lettre cyrillique ‹ Ү ›. Romanisation : ‹ u ›

## Utilisation
Dans l’étude du dan de l’est, le ou droit barré est utilisé comme symbole phonétique non standard de l’alphabet phonétique international pour représenter une voyelle pré-fermée mi-postérieure non arrondie [ɯ̽].

## Représentations informatiques
Le ou droit barré peut être représenté avec les caractères Unicode suivants :
| formes    | représentations | chaînes de caractères | points de code | descriptions                               |
| --------- | --------------- | --------------------- | -------------- | ------------------------------------------ |
| capitale  | Ұ               | Ұ                     | U+04B0         | lettre majuscule cyrillique ou droit barré |
| minuscule | ұ               | ұ                     | U+04B1         | lettre minuscule cyrillique ou droit barré |